# Ernst Johann von Biron
Ernst Johann von Biron (rusă Эрнст Иоганн Бирон; 23 noiembrie [S.V. 13 noiembrie] 1690 – 29 decembrie [S.V. 18 decembrie] 1772) a fost Duce de Courland și Semigallia (1737) și regent al Imperiului rus (1740).

## Biografie
Născut ca Ernst Johann Biren (germană Bühren) la Kalnciems, Semigallia, el a fost nepotul unui ofițer în serviciul lui Iacov Kettler, Duce de Courland, care a primit o mică moșie moștenită de tatăl lui Biron și de Biron însuși când s-a născut.
A fost educat la Academia din Königsberg, de unde a fost exmatriculat pentru comportament dezordonat. În 1714 el și-a propus să-și caute norocul în Rusia, și, fără succes, a solicitat un loc la curtea Prințesei Charlotte de Brunswick-Lüneburg, soția țareviciului Alexei Petrovici. Revenind la Mitau, el a reușit să câștige o poziție la curtea de acolo prin una dintre surorile sale, care era o fantezie a ministrului Pyotr Bestuzhev. Amanta lui Pyotr Bestuzhev era tânăra ducesă  Anna Ivanovna. În timpul absenței lui Bestuzhev, Biron, care era frumos, a reușit să-l înlocuiască în patul Annei, ducând la alungarea lui Bestuzhev și a familiei lui.
Din acest moment până la sfârșitul vieții ducesei, influența lui Biron asupra ei a fost extrem de importantă. Odată cu urcarea pe tronul Rusiei a Annei, Biron, care se căsătorise în 1723 cu Benigna Gottlieb von Trotha gt Treyden (1703-1782) a venit la Moscova și a primit numeroase onoruri și bogății. La încoronarea Annei (19 mai 1730), el a devenit Mare Șambelan, prilej cu care se spune că ar fi adoptat însemnele casei ducal franceze de Biron și a primit o moșie la Wenden de 50.000 de coroane pe an.

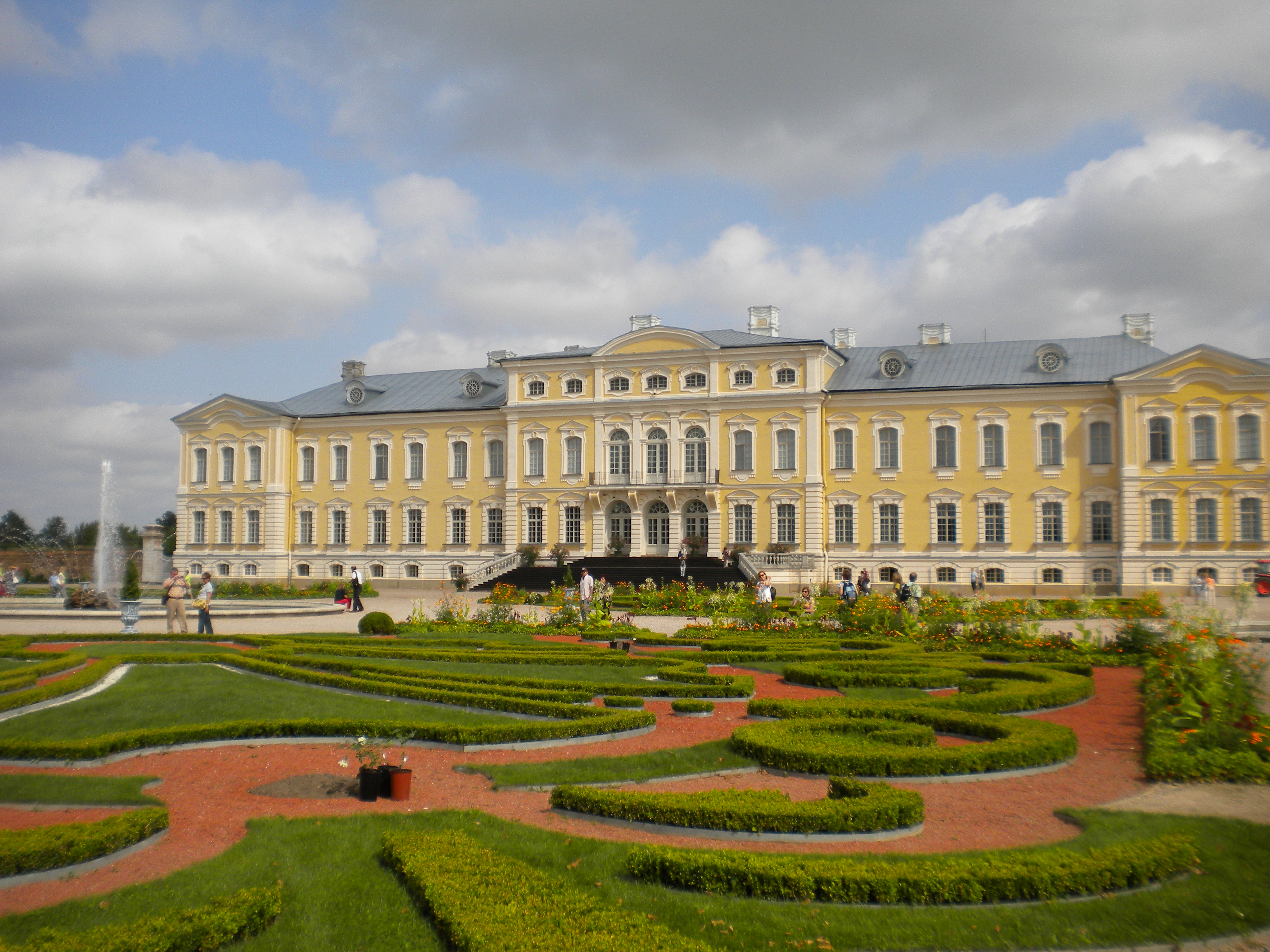
Palatul Rundale, reședința lui Biron

Consiliul Imperiului a încercat să obțină de la Anna o constituție aristocratică dar ea a zdrobit puternic nobilimea, în special familiile Dolgorukis și Galitsins și a făcut practic din Biron conducătorul Imperiului. Dușmanii și rivalii lui Biron au fost măturați  din drum, în timp ce oamenii săraci au fost măcinați cu putere de impozite. Rușii au descris această domnie ca Bironovshchina și "jugul german". Se spune că Biron a cauzat peste 1000 de execuții, în timp ce numărul persoanelor exilate de el în Siberia este estimat la de la 20.000 la 40.000. Cu toate acestea, ca administrator, el a arătat o capacitate considerabilă și a menținut ordinea în Imperiu.
În ultimii ani ai domniei Annei, Biron a crescut enorm în putere și bogăție. Deși în primii săi ani la putere se afișa umil, spre sfârșitul domniei Annei el a devenit din ce în ce mai arogant. Acest comportament și execuția înspăimântătoare a fostului său protejat,  ministrul de cabinet Artemy Volynsky, l-a făcut nepopular în rândul rușilor din toate clasele.

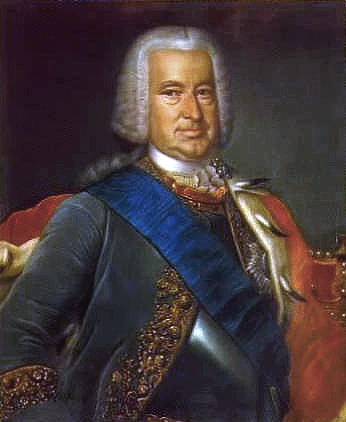
Ernst Johann von Biron

Apartamente sale erau alăturate de cele ale împărătesei iar mobilierul, trăsurile și uniformele sale  erau doar cu puțin mai costisitoare decât ale ei. Jumătate din mita destinată curții ruse a trecut prin cuferele sale. A deținut moșii peste tot. S-a creat un departament special de stat care avea grijă de armăsarii și iepele sale. Luxul bucătăriei sale l-a uimit pe ambasadorul francez, iar diamantele ducesei lui erau invidiate de prinți.
Punctul culminant al carierei lui a avut loc atunci când, la dispariția liniei de Kettler, în iunie 1737, domeniile Courland l-au ales pe Biron ca duce al lor. El era aproape la fel de nepopular în Courland ca și în Rusia, însă voia împărătesei a fost lege în Courland iar sumele mari de bani introduse în Courland sub formă de facturi plătibile în Amsterdam la purtător i-a convins rapid pe alegători. Ducatul a fost apoi în dispută între Polonia și Rusia. Armatele rusești au fost folosite pentru a-l plasa pe Augustus al III-lea, Elector de Saxonia, pe tronul polonez. Electorul a promis învestitura de Courland pentru Biron. Investitura a avut loc în 1739 la Varșovia.
Pe patul de moarte, Anna fără nici o dorință și numai la rugămintea lui de urgență, l-a numit regent în timpul minoratului țarului Ivan al VI-lea al Rusiei. La 26 octombrie 1740, o așa-numită "declarație pozitivă" semnată de 194 de demnitari, în numele națiunii ruse, i-a conferit regența lui Biron.
Regența lui Biron a durat exact trei săptămâni. La miezul nopții pe 19 noiembrie 1740, el a fost arestat în dormitorul său de vechiul său rival, feldmareșalul Münnich. Comisia desemnată pentru a încerca să-l condamne la moarte a fost comutată de clemența noului regent, Anna Leopoldovna, mama lui Ivan al VI-lea, la exil pe viață la Pelym în Siberia. Toate vastele proprietăți ale lui Biron au fost confiscate, inclusiv diamantele sale în valoare de 600.000 de lire sterline. A doua revoluție de palat a avut loc la scurt timp după, și noua împărăteasă, Elisabeta Petrovna, l-a alungat pe Münnich și i-a permis lui Biron să-și stabilească  reședința la Yaroslavl. 
Timp de 22 de ani, fostul regent a dispărut din locurile înalte ale istoriei. El a reapărut pentru un scurt moment în anul 1762, când germanofilul Petru al III-lea al Rusiei l-a chemat la curte. În 1763 Ecaterina a II-a a Rusiei l-a restabilit în ducatul său, pe care l-a lăsat moștenire fiului său Peter. Ernst Johann von Biron a murit palatul din Mitava, capitala sa, la 29 decembrie 1772, la vârsta de 82 de ani.